# 飈城
《飈城》是1989年於香港上映的黑帮動作劇情悲剧电影，台湾则早于1988年12月上映，由黎大煒執导，劉德華、呂㛢菱、岳翎(岳羚)主演。此片雖是香港三級片，但劉德華曾指出此片是他的其中一套早期電影代表作。

## 剧情
電影故事是橫跨兩岸三地的社會寫實悲劇。
古惑仔林港载着女友在一次非法賽車賽事中發生意外，导致台灣幫派骨幹的对手死亡，為逃過江湖追殺只得逃出台南，赴港投靠香港三合會主事人老聂。林港暂居在顶爷手下焦贵的情妇Sue（阿苏）家，并与Sue发生感情，这引起焦贵对港的愤恨。焦贵在与大圈华交易中監守自盜，私吞金表还杀害大圈华的好友湖南佬，阿港救了焦贵，焦贵反而在老聂面前把罪名全卸到阿港身上。林港遭到大圈华的误会和追杀，阿港和阿苏被迫逃到了广州以躲避追杀。阿港回到香港后，台湾女友来找他，原来她只是在飚车后為敵方所傷，背上则留下了长长刀疤，林港遂跟她赤裸裸地調情，還撫摸她的背上那道刀疤。这使得阿港面临有两个女友的困难抉择。
大圈華設計让阿港和焦贵自相残杀，阿港隨即把焦贵殺害，而焦贵的遺體更在賽狗場上被賽道奔馳格力犬咬至支離破碎，大圈华也不再为难阿港。老聂决定要殺害大圈华和阿港，最后时刻大圈华和阿港决定联手对敌。不幸的是两人所開的汽車跟敵方汽車相撞並引發大火，大圈华葬身火海，死裏逃生阿港亦難逃一劫，命喪老聶的同黨之下。最后阿蘇为了给阿港报仇，孤注一擲，和老聂同归于尽。最終台湾女友送别了阿苏和阿港。

## 角色
| 演員   | 角色           | 備注                                                     | 粵語配音                 |
| 劉德華 | 林港           | 古惑仔，大圈華之天敵                                     | 李學斌(部份對白：朱子聰) |
| 呂㛢菱 | Sue/阿苏       | 焦貴情妇                                                 |                          |
| 岳翎   | 林港的台湾女友 |                                                          |                          |
| 王霄   | 大圈華         | 林港之天敵                                               |                          |
| 陳景祥 | 老聶           | 香港黑幫老大                                             | 源家祥                   |
| 方剛   | 焦貴           | 老聶手下，Sue情夫                                        | 黃子敬                   |
| 柯受良 | 爛八           | 和林港在非法賽車賽事裏比賽，把自己女友的死的責任推向林港 |                          |

## 歌曲
电影插曲《是否我真的一无所有》，由王杰演唱。

## 軼事及電影評級
- 根據《電影檢查條例》，由於正面描寫犯罪活動，及血腥露骨題材，本片列為第三級影片。
- 此片是岳翎首部拍攝的三級片，也是其从艺生涯唯一一部三級片；在片中岳翎只保留白色内裤，有全裸露点（裸露乳房）以及露背演出。
- 此片是劉德華首部及目前唯一一部拍攝的三級片，亦是首位拍攝三級片的天王，而四大天王[註 1]中，只有其及郭富城曾經接拍三級片。

## 外部連結
- 官方網頁 （页面存档备份，存于） from 湯臣電影
- 互联网电影数据库（IMDb）上《飈城》的资料（英文）
- 香港影庫上《飈城》的資料（繁體中文）